# ファイナルファンタジーXVI
『ファイナルファンタジーXVI』（ファイナルファンタジー シックスティーン、FINAL FANTASY XVI、略称: FFXVI、FF16）は、スクウェア・エニックスより2023年6月22日に発売されたPlayStation 5（PS5）用ゲームソフト。ファイナルファンタジーシリーズのナンバリングタイトル第16作目。キャッチコピーは「これは―クリスタルの加護を断ち切るための物語。」。

## 概要
同シリーズのMMORPGタイトルである『ファイナルファンタジーXIV』（FFXIV）の第三開発事業部が開発を担当。「ヴァリスゼア」と呼ばれる世界が舞台のアクションRPGとなっている。
プロデューサーは『FFXIV』のプロデューサー兼ディレクターである吉田直樹。
ディレクターは『ファイナルファンタジーV』（FFV）や『ラストレムナント』などの作品で知られる高井浩。
2020年9月17日に「PlayStation 5ショウケース」にて発表された。発表時のトレーラーではPCの表記もあったが、後にスクウェア・エニックスの北米担当者は否定。
2022年6月3日配信の「State of Play | 6.3.2022」において、発売時期が2023年夏期であることが発表された。同年12月9日開催の「The Game Awards 2022」において、発売日が2023年6月22日に定められたことが公表された。
2023年6月12日に、体験版が配信開始した。セーブデータは製品版へ引き継ぎが可能である。
2023年6月28日、発売から約1週間で全世界累計販売本数300万本（パッケージ出荷本数とダウンロード版販売本数の合計）を突破した。
2024年8月20日、PC版を2024年9月18日に発売予定だと発表した。
2025年6月9日、Xbox版およびMicrosoft Storeでの配信を発表と同時に発売した。

### DLC
2023年9月3日、有料のDLC2種とPC版の開発に取り組んでいることを発表した。
2023年12月8日、The Game Awards 2023においてトレーラーの発表とイベント終了後に第一弾の配信が開始された。第二弾は2024年4月18日に配信された。
いずれも本編クリア後ではなく、本編クリア直前の派生ストーリーが描かれる。DLCのディレクターは本編で担当した高井ではなく、鯨岡武生が担当した。
ECHOES OF THE FALLEN -空の残響-
2023年12月8日配信。賢者の塔というダンジョンが追加される。
THE RISING TIDE -海の慟哭-
2024年4月18日配信。新しいフィールド、召喚獣リヴァイアサンとのバトル、およびそのアクションが導入される。

## ストーリー
物語の舞台はクリスタルの加護を受けし大地「ヴァリスゼア」。クリスタルの巨塊「マザークリスタル」から齎されるエーテルと魔法の恩恵により、人々は文明を発展させ、豊かな暮らしを謳歌していた。その一方で、生まれつきクリスタルの恩恵なく魔法を使える人々「ベアラー」を奴隷として酷使・差別するなど、大きな問題も生み出していた。
安息の日々は続くかと思われていたが、エーテルの枯渇により発生する死の大地「黒の一帯」がヴァリスゼアを次第に侵食する現象が発生。黒の一帯の齎す恐怖は人々の不安と絶望を煽り、その脅威から逃れようと各国はマザークリスタルとその領地を賭けて他国との争いを続け、やがてヴァリスゼア全体を巻き込む大規模な戦争へと発展していく。
若くしてナイトの称号を得た主人公クライヴ・ロズフィールドは、召喚獣フェニックスのドミナントである弟ジョシュアを守ることを誓っていたが、突如として現れた謎の召喚獣＝イフリートが弟を殺害する瞬間を目撃。更に母アナベラの裏切りによりザンブレク皇国のベアラー兵として貶められるが、イフリートとそのドミナントに復讐することを決意する。
ジョシュアの仇を取ることを目的としていたクライヴだったが、やがてヴァリスゼアの成り立ちに関わる真実を知り、「人が人として生きられる世界」を実現するための戦いに身を投じていく。

### 3つの時代
本作は、主人公クライヴが3つの時代を辿る形で進行していく。
イフリートへの復讐の始まりを描く「少年期」、本編の始まりであり、復讐やマザークリスタル破壊の開始を描く「青年期」、本作の物語の顛末が描かれる「壮年期」に分けて物語が描かれる。

### ECHOES OF THE FALLEN -空の残響-
謎のクリスタルの「ダスククリスタル」の登場によってストーリーが動き出す。

### THE RISING TIDE -海の慟哭-
リヴァイアサンにまつわるストーリーが描かれる。

## ゲームシステム

### 概要（ゲームシステム）
本作は本格的な3DアクションRPGとなっている。プレイヤーキャラクターは基本的に主人公であるクライヴのみで、主に剣で近接攻撃をする「攻撃」、魔法で遠隔攻撃をする「魔法（名前は召喚獣の力によって変わる）」、ジャンプをする「ジャンプ」、敵の攻撃を避ける「回避」、後述の召喚獣の力の使用などを行える。雑魚敵・リスキーモブにはHPバー・レベル・名前が表示される。リスキーモブ以外のボス戦では画面の右上にボス敵のHPバーと名前が表示される（召喚獣とそれ並の大きさのボス敵にはアイコンも表示される）。

### プレイモード選択
いわゆる難易度設定。難易度は3つ存在する。
ストーリーフォーカス
本作のストーリーを楽しみたい人向けの難易度。敵から受けるダメージと敵のHPが少なくなる。
アクションフォーカス
本作をゲームとして楽しみたい人向けの難易度。ストーリーフォーカスと比べて敵から受けるダメージと敵のHPが多い。
ファイナルファンタジーチャレンジ
一度でも本編をクリアすると選択できるようになる難易度。高難度のモードで敵が強い。また、クライヴのレベルの上限が「100」となり武器の「アルテマウェポン」が作れる。

### 召喚獣の力
本作においてクライヴは召喚獣の力を身にまとって戦う事が出来る。イフリート以外は「フィート」と4つの「アビリティ」が存在しており「アビリティ」の一つは過去作のFFの召喚獣の技（フェニックスの「転生の炎」、ラムウの「裁きの雷」など）となっている。リヴァイアサンの力、アルテマの力については下記を参照。
フェニックスの力
最初から使用可能。魔法は「ファイア」。フィートは敵にすばやく接近する「フェニックスシフト」。
ガルーダの力
ベネディクタ戦後から使用可能。魔法は「エアロ」。フィートは「ガルーダエンブレイス」。
イフリートの力
炎影のイフリート&炎影のクライヴ戦後から使用可能。他の召喚獣の力とは異なりフィートは存在せずアビリティは2つとなっている。その代わりに一定時間イフリートの力を半顕現できる（パワーアップ状態になれる）「リミットブレイク」が使える。
ラムウの力
壮年期から使用可能。魔法は「サンダー」。フィートは「ラムウジャスティス」。
タイタンの力
フーゴ戦後から使用可能。魔法は「ストーン」。フィートは「タイタンブロック」。
バハムートの力
バハムート戦後から使用可能。魔法は「ディア」。フィートは「バハムートウィング」。
シヴァの力
バルナバス戦の負けイベント後から使用可能。魔法は「ブリザド」。フィートは「シヴァスナップ」。
オーディンの力
バルナバス&オーディン戦後から使用可能。魔法は「ダーク」。フィートは「オーディンアーム」。

### 召喚獣の操作
本作ではストーリーの所々で召喚中を操作する事になる。プレイヤーキャラクターとなる召喚獣は基本的にイフリートだがイフリート以外を操作する時もある。召喚獣を操作する時の敵は必ず召喚獣か召喚獣並の大きさの敵である。プレイヤーが召喚獣を操作する戦いは召喚獣合戦と呼ばれている。
イフリート
召喚獣合戦の基本プレイヤーキャラクター。基本的な操作は「攻撃」、クライヴの魔法に当該する「火球」、「回避」、「ジャンプ」、ティフォン戦から使用可能な高速移動ができる「ワイルドファイア」、「ファイアライト」などがある。
イフリート・リズン
バハムート戦の最終戦、アルテマ・リズン戦で操作する。
フェニックス
イフリート戦、バハムート戦の途中で操作する。イフリートよりも早く操作する事になる。基本的な操作は火球を撃つ「攻撃」、「チャージショット」、「回避」「ファイアライト」などがあり飛んでいる事もあって上下左右に移動できる。
イフリート・フェニックス・バハムート
最終決戦の初戦で操作する。この戦いではムービーに合わせてボタンを押していく。

### クロノス石塔群
試練ごとにあらかじめ決められている一つの召喚獣の力のみを使用して戦う事になる（全ての試練はイフリートの力の「リミットブレイク（半顕現）」は使える）。試練への挑戦は各地にある石塔を調べて挑戦するパターンと隠れ家のアレテ・ストーンから挑戦するパターンがありアレテ・ストーンから挑戦する場合はHARDモードをプレイできる。石塔での試練をクリアするとアクセサリを貰える。
火の試練
フェニックスの力とリミットブレイクを使用して戦う。石塔は「ピペリオンの石塔」。
風の試練
ガルーダの力とリミットブレイクを使用して戦う。石塔は「ディオネの石塔」。
雷の試練
ラムウの力とリミットブレイクを使用して戦う。石塔は「イアペトスの石塔」。
土の試練
タイタンの力とリミットブレイクを使用して戦う。石塔は「ティターンの石塔」。
光の試練
バハムートの力とリミットブレイクを使用して戦う。石塔は「ミマスの石塔」。
氷の試練
シヴァの力とリミットブレイクを使用して戦う。石塔は「レアの石塔」。
闇の試練
オーディンの力とリミットブレイクを使用して戦う。石塔は「エンケラドスの石塔」。

### その他の本編のゲームシステム
アレテ・ストーン
隠れ家にある柱のような形の石。調べると「トレーニング」、「アーケードモード」「リプレイ」、「クロノス石塔群（HARD）」を行える。「カイロスゲート」については下記を参照。
アーケードモード
クリア済みのステージに再挑戦できるモード。このモードではハイスコアを目指す事になる。
アルティマニアックチャレンジ
難易度を「ファイナルファンタジーチャレンジ」にしている時に遊べる難易度。普通のアーケードモードよりも難易度が高い。
リスキーモブ
壮年期から登場。ポジションとしては『ファイナルファンタジーXII』の「モブ」に近い。遭遇した場合はそのまま戦うも逃げるも自由となっており倒すと討伐報酬などを手に入れられる。ボス敵だが戦うかどうかはプレイヤーが決められるためか雑魚敵と同じHPバー・レベル・名前の表示となっている。

### THE RISING TIDE -海の慟哭-
リヴァイアサンの力
『THE RISING TIDE』で使えるようになる召喚獣の力。イフリート以外の他の召喚獣の力と同様、「フィート」と4つの「アビリティ」が存在している。
ワレアスとの邂逅後から使用可能。魔法は「ウォータ」。フィートは左腕にリヴァイアサンの力を纏う「リヴァイアサンクライ」。
アルテマの力
『THE RISING TIDE』で使えるようになる力でゲームシステム的には召喚獣の力である。
『THE RISING TIDE』のストーリーをクリア後にアレテ・ストーンを調べた後から使用可能。魔法は「ルイン」。フィートは発動中は全てのアクションに変化が生じる「アルテマセンション」。
カイロスゲート
本編と『THE RISING TIDE』の両方のストーリーをクリアすると遊べるバトルコンテンツでエンドコンテンツとされている。アレテ・ストーンから遊べる。
このコンテンツでは敵との連戦を勝ち進んで20階層を踏破を目指す事になる。各階層をクリアするとさまざまな報酬を入手する事が出来る。

## 登場人物
登場人物の年齢は、主人公クライヴの少年期、青年期、壮年期に合わせ記述する。

### 主要人物
クライヴ・ロズフィールド （Clive Rosfield）
声 - 内田雄馬（少年期） / 内田夕夜（青年期 / 壮年期）
年齢：15歳（少年期）→28歳（青年期）→33歳（壮年期）
身長は175㎝、血液型はAB型。
本作の主人公で、基本プレイヤーキャラクター。ロザリア公国を治めるロズフィールド大公家の第一王子にして嫡男。
少年期での御前試合でナイトの称号を授かったほどの剣の使い手で、フェニックスのドミナントである弟のジョシュアを守る盾の役目を担う。自身はドミナントとして覚醒しなかったが、火の魔法と技の一部を行使できるフェニックスの祝福を受けている。
自軍の兵に紛れてフェニックスゲートを襲撃したザンブレク兵を相手に奮戦するが、突如現れた謎のフードの人物を目にした途端に激しい頭痛に見舞われ、ジョシュアが謎の召喚獣イフリートに殺害される瞬間を目撃。失意と憎悪を抱きながら意識を失い、翌日ザンブレク兵によって発見されるが、裏切り者である母の謀略により雑卒の身分に堕とされる。
13年後、奴隷階級であるベアラーの刻印を頬に刻まれた傭兵集団の一員「ワイバーン」として活動。ジョシュアの仇であるイフリートを追う復讐者となる。鉄王国の有するシヴァのドミナントを暗殺する任務に就くが、シヴァのドミナントが生き別れていたジルであることに気付き、負傷した彼女を連れて逃亡したところでシドと出会う。そのまま彼の隠れ家までついて行き、イフリートのドミナントの行方を求め、成り行きで隠れ家の一員となる。
当初はイフリートへの復讐に囚われていたが、後にイフリートのドミナントが自分自身だったことを知る。自らの意思ではないとはいえ、弟を手に掛けた罪悪感に苦悩し、死を望むまでに追い詰められるが、シドの諭しや自身の中のイフリートとの邂逅、アナベラの起こした非道な所業の目撃などを得て次第に強い正義感を持つようになる。
実はミュトスという特殊なドミナントであり最初こそ上記のフェニックスの力のみ使用できたが物語が進む事にガルーダの力、イフリートの力、ラムウの力、タイタンの力、バハムートの力、シヴァの力、オーディンの力の順に使用できるようになる。
シドから「全てのマザークリスタルを破壊する」という目的を聞かされ、シド亡き後は彼の意志と目的を引き継いで隠れ家の新たなリーダーとなる。マザークリスタルを破壊する活動の最中、他のドミナントとの戦いや、死んだと思われていたジョシュアとの再会を果たす。
やがて自身が黒幕であるアルテマの最終目的に必要な存在「ミュトス」であること、これまでのドミナントとの戦いが彼の計画通りに仕組まれていたことを知り、物語終盤はアルテマの目的阻止を目指す。
ジョシュア・ディオンと共にアルテマとの最終決戦に挑み、その途中で致命傷を負ったジョシュアを見届け（その際にフェニックスの力を完全に受け継いだ）、アルテマとの1対1の決戦の末についにアルテマを倒す。
その後は眠っているジョシュアに再生の処置を施し、オリジンのクリスタルを破壊して最終的に力を使い切り片手が石化して海岸で力尽き息を引きっ取ったような描写で幕を閉じる。
DLCの『THE RISING TIDE』では邂逅したワレアスからリヴァイアサンの力を吸収した事でリヴァイサンの力を使用できるようになる。『THE RISING TIDE』のストーリーをクリア後にアレス・ストーンを調べるとアルテマから力を授かってアルテマの力を使えるようになる。
『鉄拳8』にもDLCプレイヤーキャラクターとしてゲスト出演する。
ジョシュア・ロズフィールド （Joshua Rosfield）
声 - 藤原夏海（少年期） / 大塚剛央（青年期 / 壮年期）
年齢：10歳（少年期）→23歳（青年期）→28歳（壮年期）
身長は172㎝、血液型はB型。
クライヴの弟。高貴な身分でありながら、他者にも分けへだくなく接する優しい少年。プレイヤーキャラクターは基本的にクライヴだが、ジョシュアや彼の顕現したフェニックスを操作する場面もある。
武勇に優れた兄のクライヴを尊敬し誇りに感じているが、自身は生まれつきの体の弱さから武才に恵まれず、書を読むことを好んでいる。普段は年齢相応の幼さもあり、ニンジンが苦手。
若くしてフェニックスのドミナントに選ばれており、戦いでは火炎や回復の魔法を使いこなすが、体力がもたずに咳き込むことが多い。自分よりもクライヴの方がドミナントに相応しかったと考えているが、そのクライヴに諭されドミナントとしての自覚に目覚めていく。
フェニックスゲートで父親の死を目の当たりにしたことでフェニックスの力を暴走させ、ロザリア兵に扮していたザンブレク兵たちを焼き払う。しかし、突如現れたイフリートとの激戦の末に敗北し、組み伏せられ挙げ句に倒された。
クライヴを始めとする多くの人々から死亡したと思われていたが、瀕死のところを不死鳥教団に保護され、奇跡的に生き延びる。アルテマの存在を知り、それから13年をかけて各地で暗躍するアルテマと彼の正体と目的を調べるべく「マルガラス」という偽名で密かに行動。従者のヨーテと共に調査の旅を続けていた。病弱だった身体も13年でたくましく成長し、剣技にも磨きが掛かっている。
ドレイクブレスのコア破壊直後に現れたアルテマによってクライヴ達が倒れる中、彼らを守るためにアルテマを自身の体内に封印。僅かに意識のあったクライヴに姿を見られて生存を知られるが、再び消息を絶つ。
それから更に5年。アルテマを封印したものの、徐々に体力を奪われていき身体を悪くしてしまう。それでもアルテマの目論見を阻止するため、ザンブレク皇国のディオンと謁見。彼に協力を頼み約束を取り付けるが、ディオンはアルテマの策略によりバハムートに顕現して暴走。バハムートを止めるためにフェニックスに顕現して戦っていたところ、ようやく兄クライヴとの再会を果たす。
クライヴ・ディオンと共にアルテマとの最終決戦に挑むも、突入したオリジンの中で封印していたアルテマが同族達と同化した際に身体から抜け出した事で致命傷を負いクライヴに見届けられながら息を引き取る。その時に彼のフェニックスの力をクライヴは吸収して全てを受け継がれた。
明確にされてはいないが、クライヴがアルテマとの決着を着けた後、眠りについているジョシュアの肉体を再生をしており、その後の未来と思わしき時代にある「ファイナルファンタジー」という本の著者の名前が彼であったため生き延びている可能性がある。
ジル・ワーリック （Jill Warrick）
声 - 潘めぐみ
年齢：12歳（少年期）→25歳（青年期）→30歳（壮年期）
身長は165㎝、血液型はA型。
本作のヒロイン。北部の部族出身で、幼い頃に北部の部族から和平の証としてロザリアに預けられた。共に育ったクライヴ、ジョシュアとは兄妹のような間柄で、彼等の良き理解者でもある。
フェニックスゲート襲撃事件を境に侵攻してきた鉄王国に攫われ、後にシヴァのドミナントとして覚醒し。鉄王国側の切り札として利用されている。
やがてクライヴとの再会やシドとの出会いを得て、クライヴと共に行動するようになる。
自分と同じように攫われた人々を人質に取られ、兵器として協力するよう脅されていたとはいえ、多くの人間を殺害してしまった事にも苦悩しており、自らを「獣」とも語っている。
後にバルナバスに攫われてクライヴ達に助けられた後にクライヴと二人きりになった際にシヴァの力をクライヴに授けた。
アルテマとの最終決戦時は隠れ家に残る。最終決戦後はエッダの出産とエッダが生んだ赤ん坊を見届けた後に急に涙を流して外に出てトルガルと共に日が昇るのを見ていた。
トルガル （Torgal）
ジルと同じ北部出身の狼。群れから逸れたところを北部遠征中のエルウィンに保護され、クライヴやジョシュア、ジルの元で育つ。
フェニックスゲートの惨劇でクライヴと離れ離れになるが、その後シドに拾われる。13年後にクライヴと再会し、彼の旅の仲間となる。
アルテマとの最終決戦時は隠れ家に残り、クライヴが最終決戦に向かうのを見届けた後に泣いた。最終決戦後は外に出てジルと共に日が昇るのを見ていた。
シドルファス・テラモーン （Cidolfus Telamon）
声 - 白熊寛嗣
身長は180㎝、血液型はB型。
通称「シド」。迫害を受けるベアラーや政に翻弄されるドミナントを保護する組織のリーダー。召喚獣ラムウのドミナント。
元はウォールード王国の騎士長で、ベネディクタとは旧知の仲。喫煙者。
ヴァリスゼアを蝕む黒の一帯の研究も行っており、マザークリスタルが黒の一帯を引き起こしている元凶であるとして、その破壊を目的としている。
本作の登場人物の中でも特に人格者の分類に入り、復讐に取り憑かれたクライヴに、別の道が存在することを見せてくれる父親のような存在。
マザークリスタル破壊をクライヴやジルに持ちかけ、その第一歩としてザンブレク皇国の保有するドレイクヘッドの破壊を提案。クライヴ達と共にドレイクヘッドのクリスタル神殿に潜入し、ラムウに顕現してコアを破壊することに成功するが、突如として現れたアルテマの眷属「ティフォン」によって致命傷を負わされる。
クライヴがティフォンを撃破した後、クライヴとジルに見守られながら息を引き取る。シドの死後、クライヴは彼の名、意志、リーダーの座を継ぎ、旧隠れ家跡にシドの墓標が刻まれている。ドレイクヘッドの破壊の件から、世間からは「大罪人シド」と呼ばれてしまっている。
アルテマ（Ultima）
声 - 宮本充
ヴァリスゼアの戦乱や異変の陰で蠢く謎の存在。人間に近い姿をしているが、4本の腕と薄紫色の肌、光沢のある外殻を持つ異形。
肉体（実体）のない、精神体のような存在と推測されており、自らの姿を自由自在に変えることができる。自身の眷属の魔物や、自我を捨てた生物であるアカシアを従える。
性格は非常に傲慢で、人間を下等な存在として見下し、特に人の持つ自我を「穢れ」として嫌っている。少なくとも人間に対する良心や優しさは全く無く人間に一切価値を見出さない。
その正体は、この世に魔法と人を創り出した原初の知的生命体で、「神」と呼ばれる存在。元々はヴァリスゼアとは異なる世界の出身で、イフリートと全く同じ姿をした種族だった。
かつて魔法による文明を築き、大いなる繁栄を極めていたが、その代償として黒の一帯を生み出してしまい、黒の一帯に蝕まれた故郷を追われる。長い旅の道中で朽ちた肉体（黒きイフリート）を脱ぎ去り、後に新天地としてヴァリスゼアを発見。僅か16体にまで減った一族を完全生命魔法レイズで蘇らせ、「真あるべき世界」と称する新世界で神として君臨する計画を打ち立てた。
アルテマの行動の根底には「生き続けたい」という純粋な思い（生存本能）が存在しているが、他者を目的達成の道具として平然と利用するその性質上、クライヴやヴァリスゼアの人々とは「生きる」という思いは同じでも、決して分かり合うことはできない。
最終決戦では後述のアルテマ・リズンやアルテマリアスの姿も見せて戦うも、最終的にクライヴに敗れる。
DLCの『THE RISING TIDE』では、水の民の手によって歪められたリヴァイアサンを「不浄なる存在」として見放しており、処分をクライヴに一存させる。
アルテマ・リズン
アルテマが変身する召喚獣並みに巨大な姿。イフリート・リズンに近い姿だがイフリート・リズンとは翼が異なる。
アルテマリアス
本作の最終ボス。アルテマの一族を束ねる王。16体のアルテマが一つに融合した姿であり、全ての召喚獣の力を扱える。

### シドの隠れ家のメンバー
クライヴ、ジル、トルガル、シドについては上記を参照。
オットー
声 - 斉藤次郎
シドの補佐役。元は船乗りで、先代シドとは20年来の付き合い。クライヴが2代目を受け継いでからも引き続き補佐を続けている。外に出向くことが多いシドに代わり、事務仕事や外部の協力者達との交渉といった実務を担当する。
ガブ
声 - 勝杏里
シドの隠れ家のメンバーの1人。黒の一帯に侵食された北部の出身。斥候として高い能力を持ち、外部の情報収集や偵察を担当する。組織のメンバーの中でも明るい性格でムードメーカー的な立場だが、斥候という立場上、先代シドやクライヴ達と肩を並べて戦えないことを少々嘆いている。
青年期のラストで隠れ家が襲撃された事で右目を負傷し、壮年期からは隻眼となっているが、引き続き斥候として活動する。
最終決戦後はエッダが出産した事やエッダの生んだ赤ん坊を見届けた（その時に涙を流している）。
ミドアドル・テラモーン
声 - 山根舞
シドの娘で、通称「ミド」。シドとは血の繋がりはなく、幼少期に実の両親を失った後にシドに拾われ娘として育てられた。
自由都市カンベルの大学で機工学を学んでおり、シドの夢であるミスリル機関を搭載した高速外洋航行船エンタープライズの完成を目指している。
最終決戦後はエッダの出産とエッダの生んだ赤ん坊を見届けた。
タルヤ
声 - 弘松芹香
シドの隠れ家の医師で、かつては南国にある島の看護兵だった。ニサ渓谷での戦闘後、運び込まれたジルの治療を行う。
試行錯誤の末、ベアラーの頬に刻まれた刻印を除去する施術を編み出す。
カローン
声 - 宮寺智子
シドの隠れ家に出入りする商人の老婆。外大陸の出身。商人としての腕は確かで、装備から薬まで様々なものを売ってくれる。
過去には派手な武器売買で過激な商売の仕方をしていた時期もあり、その時期に商売仲間に裏切られて右目を失っており、以降は義眼をはめている。少々口は悪いが面倒見がよく、グツや隠れ家に居着いたトルガルの面倒を見ており、成り行きで仲間になったクライヴにも隠れ家の事についてやアドバイスを施し、2代目となってからも引き続きサポートをする。
グツ
声 - かぬか光明
カローンに雇われている丁稚。巨漢だが、その外見に反し気弱で温和な性格だが、怒るとたいへん過激な性格になり、特に育ての親とも言えるカローンの事になると人を殺す事も厭わない。
生家で虐待を受けていたが、カローンに買い取られたことで救われ、以降は彼女の「右目代わり」として支えている。また、鍛冶師を夢見ており、作中で何度か出張鍛冶を行う。
ブラックソーン
声 - 菊池通武
シドの隠れ家の鍛冶師。ダルメキア共和国にある鍛冶の村「ドラヴォズ」の出身。
職人気質で気難しい性格だが鍛冶師としての腕は一流で、素材を持ち込めば装備の製作や強化を行ってくれる。酒が好物で、最初はクライヴにも冷たい態度だったが次第に打ち解けていき、2代目となってからもクライヴのサポートを続ける。
ハルポクラテス
声 - 向井修
シドの隠れ家に居ついている歴史研究家の老人。外大陸の出身。本名は「ハルポクラテス2世ヒュペルボレイオス」だが、覚えられにくいためか通称「語り部」と呼ばれている。
彼に話しかけることで、人物や世界情勢などの解説が閲覧できるようになる。
かつてザンブレク皇国の宮廷でディオンに学問を教えていた過去があり、現在も「先生」として慕われている。
ゴーチェ
声 - 根津大輔
各地にいる協力者からの連絡受付担当。彼と話すことで、発生しているサブクエストの確認や現地への移動が行える。事務方の経理を担当している。
デシレー
声 - 佐倉薫
隠れ家で支給品窓口を務める女性。
ヴィヴィアン
声 - アナンド雪
軍事学者の女性で、壮年期から加わったメンバー。クリスタル自治領の出身で、カンベルの大学で教鞭を執っていた。
各国の情勢や軍事行動、地理情報に詳しく、各国の動向とクライヴがとるべき行動を説明してくれる。
ネクタール
隠れ家に住みついたモーグリ族。「モーグリ族の偉大な勇者」と自称している。遺跡の間に挟まって泣いていたところをシドに助けられ、こっそりと追いかけ迷い込んだ隠れ家にそのまま住み着いた。
リスキーモブ掲示板の管理を担当。

### 隠れ家の協力者
カンタン
声 - 伊原正明
ザンブレク領内にある集落「ロストウィング」の酒場「吊し人亭」のマスター。
マーサ
声 - 波乃りん
旧ロザリア公国内にある宿場町「マーサの宿」の女将。クライヴやジルのことも知っており、彼らが13年ぶりにロザリアに戻って来たことを喜んでいる。
イサベル
声 - 木村香央里
ザンブレクの関所「ノースリーチ」に店を構える娼館「夜のとばり」の女主人。住人からは敬意をこめて「マダム」と呼ばれる。
ルボル
声 - 青木強
ダルメキア共和国にある「ダリミル宿場」の鍛冶屋「茨の接吻」の店主。砂漠の耳「ルジェナ・ダリミル」という偽名を名乗っている。
エルイーズ
声 - 小若和郁那
ダルメキア共和国にある「ボクラド市場」の運び屋「赤の商隊」の女主人。ボクラド市場に店を構えてたった一代ではあるが、最も稼ぐ運び屋として知られている。
テオドール
声 - 濱野大輝
エルイーズの弟。姉想いな性格の青年。彼も「赤の商隊」の一員で、腕っぷしの強さを運び屋業に役立てている。

### ドミナント
クライヴ、ジョシュア、ジル、シドについては上記を参照。ワレアス、魔女については下記を参照。召喚獣の一部とも言えるハールバルズもここに記述する。
ベネディクタ・ハーマン （Benedikta Harman）
声 - 樋口あかり
身長は173㎝、血液型はO型。
ウォールード王国の密偵部隊長。風と嵐を従える召喚獣ガルーダのドミナント。本作の中ボスの一人。喫煙者。
卓越した剣技と任務遂行能力を兼ね備えた女性。冷酷で残忍な性格だが、これは幼少期からの過酷な人生によるもの。一見、強気に見える性格だがこれは自身がドミナントであるという自信からくるもので実際は必ずしも精神的に強いとは言い難く、後にドミナントの力を失ったと思った時にそのような一面を見せていた。
国王バルナバスとは親密な関係にある他、フーゴとも関係を持っている。
後に半顕現をも駆使してクライヴと戦った（この後にクライヴが己の意思に関係なくベネディクタのガルーダの力を吸収した）。後にガルーダに顕現したが突然現れたイフリートに殺害される（この際にクライヴはイフリートの正体が自身である事に気づいた）。彼女の遺体にはシドが弔いを見せた。序盤で死亡したがその後の所々で幻影ながらも姿を見せている。
フーゴ・クプカ （Hugo Kupka）
声 - 間宮康弘
身長は200㎝、血液型はO型。
国家の評議会顧問を務める巨漢。召喚獣タイタンのドミナント。本作の中ボスの一人。喫煙者。
元は普通の一兵卒であったが、ドミナントとして覚醒し、その力を利用してダルメキア共和国での地位と富を手に入れた。軍内でも相当の発言権を持っているが、国を守ることに興味はなく、己の利益のために動く狡猾性の持ち主。ベネディクタに愛を見せるなど純粋悪ではないが先述のように一概に善人と呼べる存在ではなく後述のように憎悪に駆られた後は復讐のためとはいえ復讐対象者がいる場所に住んでいるだけの民間人を虐殺する悪役に成り下がった。
ベネディクタと密かに関係を持っており、心から彼女を愛している。しかし、ベネディクタの死後にシドが生首を送り着けた(実際にはバルナバス)事で憎悪に駆られて暴徒となり、後にベネディクタを殺したのがシドではなくクライヴだと知るなどクライヴの宿敵の一人となる。
後にクライヴと邂逅をして半顕現をも駆使して戦うが、戦いの中で両腕を失う。その後はハールバルズに連れ去される。後にある場所でタイタンに顕現してフーゴを追ってきたクライヴ（イフリート）と決戦を始める（タイタンに顕現中は失っていた両腕が再生）。途中でデビルタイタンになるなどクライヴ（イフリート）と長い戦いを繰り広げた末に戦死、決着後は石化した上半身と取り込んだドレイクファングのコアだけが残っていた。
ディオン・ルサージュ （Dion Lesage）
声 - 中村悠一。
身長は168㎝、血液型はA型。
ザンブレクの皇子にして至高の竜騎士。召喚獣バハムートのドミナント。
聖竜騎士団の長として戦場で幾つもの武勲をあげており、人々の語り種や吟遊詩人に謳われるほどの人物。
高潔な性格で、民衆からも部下からも信頼が厚く、父シルヴェストルを深く敬愛している。側近のテランスとは男性同士だが恋人関係にある。また、ジョシュアとは過去に記念式典で出会っており、互いに面識がある。
自国のために戦い続けていたが、暴君と化していく父シルヴェストルの振る舞いを目にし、父を唆し歪ませたアナベラを敵視している。
後にアナベラを父や国を歪ませた逆賊として捕らえることを決意し、聖竜騎士団を率いてクーデターを起こす。アナベラを追い詰め、シルヴェストルを説得するが、その場でオリヴィエがアルテマの傀儡であることに気付く。
オリヴィエを槍で刺し貫こうとするが、それを庇ったシルヴェストルを誤って殺害してしまい、オリヴィエから「親殺しのディオン」と呼ばれた末にバハムートに顕現し暴走。守るべき自国の民の多くを殺傷するが、イフリートやフェニックスに敗れたことで正気を取り戻す。元の姿に戻った後、父の仇としてオリヴィエを討ち取った。
後にクライヴ達の味方となりアルテマとの最終決戦時に力を貸す。バハムートに顕現してクライヴ・ジョシュアと共にアルテマとの最終決戦を始める。最終決戦の中でアルテマの攻撃を受けて落下して人間の姿に戻り、シルヴェストルの事を呟いた後に底へと消えていった。
バルナバス・ザルム （Barnabas Tharmr）
声 - 綱島郷太郎
身長は185㎝、血液型はO型。
ウォールード国王にして、召喚獣オーディンのドミナント。本作の中ボスの一人。
外大陸の出身で、かつて母と共にヴァリスゼアに渡来。流れ者でありながらオーディンの力で灰の大陸を統一し、国王まで上り詰め、即位後も自ら前線で剣をふるい、兵士たちの尊敬を集めている。
生身のままでも圧倒的な強さを持ち、斬鉄剣1本でシヴァとなったジルの攻撃を剣の一振りで薙ぎ払い、様々な召喚獣を取り込んだクライヴすら初戦は完膚なきまでにねじ伏せた。
その正体はアルテマの下僕。アルテマを神として崇めるマリアス教の信奉者「ゼメキスの民」の末裔で、自身の肉体もアカシアと化して不老の身となってかなりの年月を生きており、ヴァリスゼアの戦乱の影で長年密かに暗躍していた。
アルテマを「御方」（おんかた）と呼び絶対的な忠誠を誓っており、アルテマが唱える自我なき生命「アカシア」による「真あるべき世界」の実現を望んでいる。一方で、「新世界への夢」と「戦い好きな武人気質」という自我を捨てられておらず、クライヴからもこの矛盾を指摘される。
アルテマの傲慢な「真あるべき世界」を否定するクライヴと一騎打ちとなり、自身の奥義すら破ったクライヴの力量に狂喜しつつ激闘を演じるが敗北。最後はクライヴのミュトスとしての成熟を促すためにオーディンの力を強引に流し込み、亡き母との再会を喜びながら灰燼化する。
ハールバルズ
声 - 梅原裕一郎
ウォールード王国の騎士長を務める銀髪の青年。「不死の騎士」の異名を持つ。本作の中ボスの一人。
若輩ながらバルナバスの信任厚く、バルナバスに代わって騎士団の指揮を執る。自らもバルナバスに忠誠を誓っており、様々な戦に身を投じてきた。
その正体はバルナバスに生み出された魔法生物にして、召喚獣オーディンの騎馬であるスレイプニル。魔法生物であるため量産も容易で、エンタープライズ出航時には妨害に多数のハールバルズが表れた。最終的に創造主であるバルナバスが死亡したことで、彼も消滅した。

### ロザリア公国
クライヴ、ジョシュア、ジル、トルガルについては上記を参照。
エルウィン・ロズフィールド （Erwin Rosfield）
声 - 木下浩之
ロザリア公国大公で、クライヴとジョシュアの父。クライヴと同じくドミナントではない普通の人間ではあるが、先代大公であった父が早逝したため現在の地位についた。妻アナベラに冷遇されるクライヴに対し、手柄を立てられるよう手を回すなど子煩悩な面を覗かせる。
フェニックスゲート襲撃の際にロザリア兵に扮していたザンブレク兵に殺害される。少年期で呆気なく殺害されてしまったが壮年期においても様々な形で存在感を見せている。
彼も壮年期のクライヴが望んだ世界を作ろうとしていた事がうかがえ、その思いはクライヴへと受け継が得る事となる。終盤にも幻影として登場したり最終決戦時に聞こえる事の中に彼の声もある。
アナベラ・ロズフィールド（Anabella Rosfield）
声 - 日野由利加
ロザリア公国大公妃で、クライヴとジョシュアの母。血縁上は夫エルウィンの従妹にあたる。非常に気位が高く、身分や立場、特に血統を重んじる思想の持ち主。ドミナントになれなかったクライヴを冷遇し、その一方でドミナントとして選ばれたジョシュアを寵愛するも病弱な事を内心で嘆いている。ドミナントではないが、高位につくエルウィンは認めるなど非常に利己的。全FFシリーズを通して見ても屈指の極悪人であり青年期以降はクライヴ達の宿敵の一人となる。
フェニックスゲート襲撃事件ではザンブレク皇国と裏で繋がっており、事件の後に辛うじて生き残ったクライヴを雑卒として働かせるよう命じる。
13年後、寝返ったザンブレクでシルヴェストルと結婚し、姓をルサージュに改めアナベラ・ルサージュと名乗りザンブレクの神皇后となる。次第にザンブレクの占領下に置かれた旧ロザリアに圧政を敷き、更にベアラー虐殺を推し進めるなど、数々の悪行に手を染めていく。
そこから5年の間に、シルヴェストルをはじめ五賢人達を口車で操ってクリスタル自治領への侵攻や各地の戦争などさらなる混乱を生み、ディオンたち聖竜騎士団の反乱を招く事になる。だが、オリヴィエを庇ってシルヴェストルが死んだ事でバハムートの暴走を引き起こす。
この直後にクライヴと18年振りに再会するが、彼を大罪人と罵りジルに対しても生かしてやった恩を忘れてなどと罵倒する。裏切った事を問われるとエルウィンの政策を罵倒し、国を入れ物と称し、民をたかが民草と見下す。高貴な血こそ護るべきと吐き捨て、自分の血、自分が産んだ子こそが護られるべきでバハムートを産み出すルサージュの血を取り込んで自分の子(もしくは自分が)を世界に君臨させようと画策していた事を言い放つ。
更にはドミナントに覚醒しなかったクライヴや病弱なジョシュアを憐むばかりか、下の者が陰口を叩いたと真偽のわからない妬みごとや、自分のつまらない妬み嫉みなどの罵詈雑言をまくし立てては現実を直視してこなかった事をクライヴに咎められる。
それでも聞く耳などなく、自分勝手に息子たちを罵倒するばかりで目の前でバハムートと激戦を繰り広げる生きていたフェニックス(ジョシュア)に気付きもしなかった。
クライヴ達がバハムートとの激戦を征した後、目を覚ましたディオンにオリヴィエを殺害され発狂。脱出しようと手を差し伸べたジョシュアに化け物と罵りこの現実を夢と妄信し、その事実に耐えきれず短剣で首の動脈を切って自殺。なんともあっけない憐れな最後となった。
ロドニー・マードック （Rodney Murdoch）
声 - 上田燿司
ロザリア公国の将軍。クライヴの剣術の師匠であり、大公家の護衛役でもある。冷静さと熱心さを備えた人格者で、部下からの人望も厚い。
フェニックスゲートを襲撃してきたザンブレク兵をクライヴと共に迎撃するが、突如として現れた黒きイフリートの姿を目撃。フェニックス以外の火の召喚獣がいたことに驚愕しながら、イフリートの炎で消し炭にされ死亡した。
ウェイド （Wade）
声 - 櫻井トオル
ロザリア公国の騎士。マードックの部下であり、調査任務に向かうクライヴに同行する。平民出身の小姓だったが、幼いジョシュアに命を救われたことをきっかけに騎士の道を志した。
フェニックスゲートを襲撃してきたザンブレク兵に立ち向かうが、正気を失い暴走したジョシュアの発するフェニックスの炎に巻き込まれ、消息不明となる。
しかし、フェニックスゲート襲撃事件を生き延び、18年後にロザリア騎士の志を持つ者達で結成された組織「種火の守り手」の長として抵抗活動を開始。ロザリアの民とベアラーを守るべく戦い続けており、隠れ家にしていたラザロ街に現れたクライヴに最初は気付かず戦いを挑むが、クライヴの放った技を見たことで彼だと気付き再会を果たす。そしてクライヴの協力者として共に戦う事になる。
タイラー （Tyler）
声 - 最上嗣生
ロザリア公国の騎士。ウェイドと同じく、クライヴの調査任務に同行する。ロザリア公国の騎士の家系に生まれ、父にならって騎士となり、マードックの右腕として活躍している。
フェニックスゲートを襲撃してきたザンブレク兵と戦い、腹部に重傷を負う。ジョシュアの手当てを受けるものの、暴走したフェニックスの炎に巻き込まれ行方不明となる。
バイロン・ロズフィールド
声 - 立川三貴
エルウィンの弟で、クライヴとジョシュアの叔父。豪快で快活な性格の人物で湾岸都市ポートイゾルデの領主を務めている。兄エルウィンを敬愛し、甥のクライヴとジョシュアのことも溺愛している。そのため、ウェイドによれば2人が死んだとされていた襲撃事件後は魂が抜けたような状態だった模様。クライヴと再会した時には涙を流して泣き崩れ、ジョシュアとの再会の際も抱き合って涙した。
ロザリア七家族と呼ばれる有力貴族に名を連ねており、貴族でありながら、大陸を股にかける大豪商としても名高い。ザンブレクによる属僚化でロザリアの治世に関わる権限を剥奪されたが、貿易商として莫大な財を成しており、それを隠れ蓑にクライヴや種火の守り手への支援も行っている。
ダルメキア軍の参謀オイゲン・ハヴェルとは若い頃の戦友で、互いに背中を預けるほどの信頼を寄せている。
アンブロシア
クライヴの乗馬である白チョコボ。少年期の終盤のフェニックスゲートで左目を失明する怪我を負い、その後の消息は不明となっていたが、13年の間、野生のチョコボを守りつつ野盗を懲らしめる行為から行商人から「ロザリアの心」と呼ばれており、その経緯からクライヴと再会する。

### ザンブレク皇国
ディオン、アナベラについては上記を参照。
シルヴェストル・ルサージュ
声 - 山路和弘
ザンブレク皇国を治める神皇で、ディオンの父。
バハムートのドミナントである息子の力を後ろ盾として、国主である神皇の地位を得た。神皇となる前はザンブレクの一貴族だった。
アナベラとは神皇即位前から接触しており、彼女からロザリア公国の属領化計画を持ち出され、その口車に乗りフェニックスゲート襲撃事件を引き起こした。後にアナベラを神皇后として娶り、オリヴィエを儲ける。
「オリヴィエを世界の王にする」というアナベラの目的のために利用されているがその自覚はなく、以後も彼女に唆され続け、オリヴィエに神皇の座を譲り、「神皇さえ従える現人神」を自称してその補佐に当たる。
数々の圧政に業を煮やしたディオンが聖竜騎士団と共に反乱を起こされる。そして現れたディオンからアナベラこそ悪と数々の悪行を挙げられ元の高潔な父に戻るよう必死の説得を受ける。直後にディオンの槍に刺し貫かれそうになったオリヴィエを咄嗟に庇ったことで死亡した。
オリヴィエ・ルサージュ
声 - 小林けんしん
シルヴェストルとアナベラの間に生まれた息子。ディオンとは異母兄弟、クライヴとジョシュアには異父兄弟に当たる。いつも手にした人形で遊んでおり、口数が少ない。
両親からは溺愛されており、兄ディオンを差し置いて、ザンブレクの新たな神皇に即位する。
実はシルヴェストルやザンブレクの動きを操ろうとするアルテマの傀儡であり魔法生命体。ディオンがシルヴェストルを殺めてしまった時に本性を表し、散々罵倒し「父殺しのディオン」と最期に罵りミュトス（クライヴ）の贄になるよう迫り暴走させた。最期は正気に戻ったディオンの投げつけた槍が突き刺さって塵となって消滅した。
ティアマット
ベアラー兵による暗殺部隊の隊長。「ダルメキアと鉄王国の戦闘に乗じて、シヴァのドミナント（ジル）を暗殺する」という任を受け、部下のワイバーン（クライヴ）達を率いてニサ渓谷に潜入する。
任務を完遂するべくジルを狙うが、シヴァのドミナントがジルだと知ったクライヴが命令に背き、彼女を護ろうとしたことで対立。クライヴも始末しようとするが、彼との戦闘の末に敗死する。
ビアスト
暗殺部隊の一員。ティアマットとは長らく同じ部隊にいたため、隊長として信頼している。
任務の最中、シヴァとタイタンの戦いに巻き込まれ、落下してきた岩に押し潰され死亡。
エイビス
暗殺部隊の一員。ジルを殺害しようとするが、鉄王国の兵が投げつけた斧が直撃し死亡。
眩耀の竜騎士
少年期に登場する中ボスの一人。クライヴ達に倒される。
残照の竜騎士
青年期に登場する中ボスの一人。クライヴ達に倒される。
皓々の砲滅士
青年期に登場する中ボスの一人。クライヴ達と交戦して途中でアカシア化するもクライヴ達に倒させる。
アカシックドラゴン
青年期に登場する中ボスの一体でアカシアの竜。クライヴ達に倒される。
ホワイトドラゴン
壮年期に登場する中ボスの一体である竜。クライヴ達に倒される。

### ウォールード王国
シド、ベネディクタ、バルナバス、ハールバルズについては上記を参照。
ゲルルフ
ベネディクタの腹心である男。ベネディクタを「姐さん」と呼び慕っている。
ガルーダの力をクライヴに奪われ憔悴するベネディクタを連れて逃亡するが、その道中で山賊の襲撃を受けて死亡。
暗夜の渡鴉
ウォールド王国の斥候で中ボスの一人。クライヴ達と交戦して倒される。
チラーダ
ベネディクタが作り出した魔物。中ボスとして登場。
エッダ
声 - 鎌倉有那
ウォールード王国にある村「エイストラ」に住む女性。生存者のいない無人の村となっていたエイストラの中で、唯一生き残っていた。クライヴ達に保護され、以後は隠れ家の住人となる。
子供を身籠っており、エンディングでは無事出産している。
オーラムジャイアント
壮年期に登場する中ボスの一体。クライヴに倒される。
ベヒーモス
壮年期に登場する中ボスでFFシリーズのおなじみのモンスター。クライヴ達に倒される。

### ダルメキア共和国
フーゴについては上記を参照。
オイゲン・ハヴェル
声 - 志村知幸
ダルメキア軍の参謀。元々は戦場で辣腕を振るった将軍だったが、フーゴの台頭以降、高齢を理由に現場から退けられ、参謀職に就いた。
バイロンとは数十年来の戦友。
評議長
ダルメキア共和国の評議長。評議員の中で最も高齢かつ豊富な経験を持つ実力者。しかし、現ドミナントであるフーゴの行動を抑えきれず、頭を悩ませている。
ダルメキア共和国瓦解と共に、生死不明となる。
ダルメキア軍用パンサー
ダルメキアの魔物で壮年期最初の中ボス。クライヴ達に倒される。
クァール
壮年期に登場。ダルメキアの魔物で中ボスの一人。FFシリーズおなじみのモンスター。クライヴ達に倒される。
アンダーテイカー
壮年期に登場する中ボスの一体。クライヴ達に倒される。

### 鉄王国
ジルについては上記を参照。
イムラン
声 - 飛田展男
クリスタル正教の大司祭。ドレイクブレスを祀るクリスタル神殿で、様々な儀式を執り行う権力者。
生まれながらに魔法を使うベアラーやドミナントを不浄な存在として忌み嫌っており、「魂の浄化」と称してはいるが、実際にはレイプや虐殺などおよそ儀式とは呼べない悍ましい行為でベアラーの命を弄び続けた。過去にはジルもその被害者であり、彼女の目の前で少女をもて遊び殺害している。
最期は過去に決着を付けるためにジルが自らの手で殺害した。
アカシックモルボル
壮年期に登場する中ボスでアカシアのモルボル。下記のモルボルの上位種。クライヴ達に倒される。この際は下記のモルボルと戦った事を不明瞭な形ながらも思い出していた。
フレイムリザード
壮年期に登場する中ボスで下記のファーヴニルの上位種。クライヴ達に倒される。ジルによると普段はおとなしい魔物らしい。
リクイドフレイム
壮年期に登場する中ボス。ジルが顕現した召喚獣のシヴァと同等以上の戦闘力を持つ。クライヴとシヴァに顕現したジルの連携で倒される。

### その他の中ボスキャラクター
アーリマン、ギガースについては下記を参照。
モルボル
少年期に登場するFFシリーズおなじみのモンスター。本作でもくさい息を使うが状態異常の無い本作では過去作ほど脅威にはならない。
ゴブリン族の頭を捕食した後はクライヴ達と交戦してクライヴ達に倒される。
ファーヴニル
青年期に登場するグレートウッドの中ボス。クライヴ達に倒される。
テツキョジン
青年期に登場するフェニックスゲート跡地の中ボスでFFシリーズのおなじみのモンスター。クライヴに倒される。
ティフォン
青年期に登場。アルテマの部下で本作の中ボスの一人。クライヴに倒される。
ネクロフォビア
壮年期に登場するクリスタル自治領の中ボス。ザンブレクの領土で登場した敵だがザンブレクとの関係は不明。クライヴ達に倒される。

### リスキーモブ
壮年期から登場するボス敵。基本的には隠しボスであり中ボス戦と異なり戦いの途中で逃げる事も可能。
アーリマン
本作で最初に出会う事になるリスキーモブ。FFシリーズのおなじみのモンスターの一体。Cランク。
本編中に出会う事になるので隠しボスというよりは中ボスに近いがリスキーモブなので戦わず逃げる事も可能。
アルナ
Cランクのリスキーモブ。
ソウルスティンガーズ
Cランクのリスキーモブ。複数体いる。
グリマルキン
Cランクのリスキーモブ。
ザパック
Cランクのリスキーモブ。複数体いる。
ベルフェゴール
Bランクのリスキーモブ。
ドズメア
Bランクのリスキーモブ。
セクレト
Bランクのリスキーモブ。
セヴェリアン
Bランクのリスキーモブ。
ファスティトカロン
Bランクのリスキーモブ。
ボムキング
Bランクのリスキーモブ。
テン・オブ・クラブズ
Bランクのリスキーモブ。
ホーリートランペトゥール
Bランクのリスキーモブ。
キャロット
Bランクのリスキーモブ。
プリンプリンス
Aランクのリスキーモブ。
ナイン・オブ・ナイヴズ
Aランクのリスキーモブ。
マーゲスブラザーズ
Aランクのリスキーモブ。複数体いる。
ドレッドコメット
Aランクのリスキーモブ。
ゴバームーク
Aランクのリスキーモブ。
バイグル
Aランクのリスキーモブ。
アグニ
Aランクのリスキーモブ。
タナトス
Aランクのリスキーモブ。
プリンスオブデス
Aランクのリスキーモブ。
執意の竜騎士
Aランクのリスキーモブ。
ターミナスシステム
Aランクのリスキーモブ。
クーザー
Aランクのリスキーモブ。
ギザマルーク
Aランクのリスキーモブ。
アトラス
Sランクのリスキーモブ。
スヴァローグ
Sランクのリスキーモブ。
パンデモニウム
Sランクのリスキーモブ。
ゴーキマイラ
Sランクのリスキーモブ。
キングベヒーモス
Sランクのリスキーモブ。

### その他の本編の登場人物
ゴブリン族の頭
少年期に登場するゴブリン族の頭。帽子を被っていて笛を持っている。笛を吹いてギガースなどをクライヴ達に差し向けたが最期は突然現れたモルボルに捕食されてしまった。
バルナバスの母
バルナバスの母親。本名不明。バルナバスと共にヴァリスゼアに渡ったが、灰の大陸の部族間の争いで命を落としている。
息子にマリアス教の教義を厳しく教え込んでおり、バルナバスにとっては師であり最愛の母親でもあった。
作中ではアルテマが生前の彼女の姿に擬態し、バルナバスの前に現れている。
キエル
声 - 中林新夏
薬売りをしている難民の少女。各地で薬草を集め、薬をつくって売り歩いている。
ダルメキア共和国からクリスタル自治領へと流れ着き、バハムートの暴走に巻き込まれるも生存。周囲の人々の救助に当たっていたところ、倒れ込んでいたディオンを見つけ、意識が戻るまで懸命に介抱を続けた。

### 「ECHOES OF THE FALLEN -空の残響-」の登場人物
ファミル
密売を行っている商人の男性。登場当初の仮称は「威勢のいい男」。ハレク・マルネクと共に行動している。クライヴの事を「旦那」と呼ぶ。
ハレク・マルネクと共に後述のダスククリスタルを売っている存在の正体。自分の一族のためにダスククリスタルを売っていた。
賢者の塔のとある場所でハレク・マルネクと共にダスククリスタルの発掘をしてその場所から去る。その後はハレク・マルネクと共にポートイゾルデの傭兵から逃げておりその時にクライヴ達とすれ違う。その後は野盗からも逃げていたようでその中でクライヴ達と本格的に対面してクライヴ達を野盗の囮にしてハレク・マルネクと共にその場から逃げ出す。その後も再びクライヴ達に見つけられて問い詰められた所でアカシアが出現した所で再び逃げ出す（この場所がマーサの宿に近かった事からクライヴ達はアカシアを倒す事を優先した）。その後は賢者の塔に異変が起こったので確かめに行くためにハレク・マルネクと共に賢者の塔に再び行った。
その後は賢者の塔に突然現れたシグマに襲われてシグマに叩き飛ばされるがクライヴ達に助けられる。その後はクライヴ達にハレク・マルネクごと助けられた恩もあってか賢者の塔についてのおおまかな知っている事を教えた。
クライヴ達がオメガを倒した後にクライヴ達を追いかけてやってきて人造コアの破壊を考え直すように言うがクライヴ達に説得されてクライヴ達の人造コアの破壊を受け入れてクライヴ達が人造コアを破壊するのを見届ける。
その後は外に出てクライヴに先述の行いを謝罪してクライヴ達と別れてハレク・マルネクと共に里へと帰っていった。
『THE RISING TIDE』にて彼等は水の民であり、ファミルはシュラの弟である事が判明する。
ハレク
ファミルの仲間の一人である男性。登場当初の仮称は「真面目そうな弟分」。ファミル・マルネクと共に行動している。
ファミル・マルネクと共に後述のダスククリスタルを売っている存在の正体。
賢者の塔のとある場所でファミル・マルネクと共にダスククリスタルの発掘をしてその場所から去る。その後はファミル・マルネクと共にポートイゾルデの傭兵から逃げておりその時にクライヴ達とすれ違う。その後は野盗からも逃げていたようでその中でクライヴ達と本格的に対面してファミルがクライヴ達を囮にした所でその場から逃げ出す。その後も再びクライヴ達に見つけられて問い詰められた所でアカシアが出現した所で再び逃げ出す。その後はファミル・マルネクと共に賢者の塔に再び行った。その後は賢者の塔に突然現れたシグマに襲われるがクライヴ達に助けられる。クライヴ達がオメガを倒した後に再びクライヴ達の前に現れてクライヴ達が人造コアを破壊するのを見届ける。その後はクライヴ達に感謝してクライヴ達と別れてファミル・マルネクと共に里へと帰っていった。
マルネク
ファミルの仲間の一人である男性。登場当初の仮称は「気弱そうな子分」。ファミル・マルネクと共に行動している。
ファミル・マルネクと共に後述のダスククリスタルを売っている存在の正体。
賢者の塔のとある場所でファミル・ハレクと共にダスククリスタルの発掘をしてその場所から去る。その後はファミル・ハレクと共にポートイゾルデの傭兵から逃げておりその時にクライヴ達とすれ違う。その後は野盗からも逃げていたようでその中でクライヴ達と本格的に対面してファミルがクライヴ達を囮にした所でその場から逃げ出す。その後も再びクライヴ達に見つけられて問い詰められた所でアカシアが出現した所で再び逃げ出す。その後はファミル・ハレクと共に賢者の塔に再び行った。その後は賢者の塔に突然現れたシグマに襲われるがクライヴ達に助けられる。クライヴ達がオメガを倒した後に再びクライヴ達の前に現れてクライヴ達が人造コアを破壊するのを見届ける。その後はクライヴ達に感謝してクライヴ達と別れてファミル・ハレクと共に里へと帰っていった。
ドモビッカ
ゴブリン族に近い姿をした謎の魔物。『ECHOES OF THE FALLEN』の雑魚敵の一種。
アンラ・マンユ
賢者の塔の途中にいる魔物。『ECHOES OF THE FALLEN』の中ボスの一体。
賢者の塔の途中でクライヴ達と戦って戦死する。

### 「THE RISING TIDE -海の慟哭-」の登場人物
シュラ（Shula）
水の民の族長である白髪の女性。『THE RISING TIDE』のストーリーでの冒険の中でクライヴ達と邂逅してクライヴ達の仲間になる。
リヴァイアサンのドミナントであるワレアスを救おうとしている。
責任感の強い性格で堂々とした振る舞いをしている。またワレアスを助けようとするなど心優しい性格でもある。
ワレアス
水の民の赤ん坊。召喚獣リヴァイアサンのドミナント。
過去の時代の生まれだが「フリーズ」によって過去の時代から現在に至るまで周りごと時と止められており今だに赤ん坊となっている。
魔女
時を止める魔法である「フリーズ」を生み出した女性。現在は故人。実はジルよりも前のシヴァのドミナントでもあった。
ペリュコス
ワレアスから生まれた魔物。『THE RISING TIDE』の中ボスの一体。クライヴ達に倒される。
マスタートンベリ（Master Tonberry）
トンベリ族の一種。他のトンベリ族と比べると持っている刃物が大きい。『THE RISING TIDE』では中ボスとしても雑魚敵としても登場する。
フレイズマル
時の祭壇の魔物。『THE RISING TIDE』の中ボスの一体。ファーヴニル・フレイムリザードの上位種。
クライヴはフレイズマルと出会った際にフレイズマルに上記のファーヴニルやフレイムリザードの面影を感じていた。
タイムキーパー（Timekeeper）
時の祭壇の奥に現れた存在。『THE RISING TIDE』の中ボスの一体。
ギーヴル
ミシディアの魔物。サブイベントで戦う事が出来る隠しボスの一体。
トンベリキング
トンベリ族の一人。サブイベントで戦う事が出来る隠しボスの一体。マスタートンベリの上位種。
アーケロン
ミシディアの魔物。サブイベントで戦う事が出来る隠しボスの一体。
サラオス（Thalaos）
ミシディアの魔物。サブイベントで戦う事が出来る隠しボスの一体。ペリュコスの上位種。
アングリー・クロノラプター
ミシディアの魔物で複数体いる。サブイベントで戦う事が出来る隠しボスの一体。
アングリー・クリュプス
ミシディアの魔物。サブイベントで戦う事が出来る隠しボスの一体。
トラマ
ミシディアの魔物。『ECHOES OF THE FALLEN』と『THE RISING TIDE』の両方のストーリーをクリア後に発生するサブイベントで戦う事が出来る隠しボスの一体。

## 設定

### 召喚獣
ヴァリスゼアで最も破壊的で危険とされる、神に近い存在。国を滅ぼすほどの力から一種の戦略兵器（現代の核兵器に相当）と認識されており、戦争での切り札や他国への抑止力として利用されている。「それぞれの召喚獣は1つの属性につき、この世に1体ずつしか存在しない」とされている。召喚獣（やそのドミナント）同士の強さは、設定上は対等とされる。実は召喚獣はアルテマの力の一端である。
イフリート
フェニックスと同じ火の召喚獣。2本の角と長い尾を持つ、二足歩行の獣のような姿。フェニックスゲート襲撃事件でフェニックスを倒した謎の召喚獣で、クライヴが弟の仇として追っている存在。本作最初の召喚獣合戦の中ボス。
炎を操り、鋭い牙や爪を用いた肉弾戦を得意とする。また、他の召喚獣の技を模倣（ラーニング）し、自らの技として使うことができる。
多くの謎に包まれドミナントの正体も不明だったが、後にクライヴ自身がイフリートのドミナントだったことが明かされる。バトルで使えるリミットブレイクは彼の半顕現であり、炎を纏い左腕がイフリートの角や体表を思わせるものに変化する。
召喚獣バトルにおける基本プレイヤーキャラクター。
イフリート・リズン
イフリートとフェニックスが合体した姿。イフリートの背中からフェニックスの翼が生えており、飛行が可能になったほか、イフリートの全ての能力が強化されている。
アルテマの求めるミュトスの完成形であり、その姿もアルテマの一族が捨て去った本来の肉体に近いものとなっている。
フェニックス
火の召喚獣で、燃え盛る炎を纏った不死鳥。ロザリア公国のロズフィールド大公家の中から代々フェニックスのドミナントが選ばれてきた。
空中を素早く飛び回り、炎を弾丸のように放って敵を攻撃する。
現在のドミナントはジョシュア。半顕現では背中から翼が生え、強力な火の魔法を操る。
火の召喚獣（イフリート）戦、バハムート戦で操作する機会がある。
シヴァ
氷の召喚獣で、純白のマントに身を包んだ青白い女性の姿。鉄王国の切り札として利用されている。
生成した巨大な氷塊を打ち出したり、敵の身体を凍結させ動きを封じることが可能。氷の上を滑るような軽やかな動きも見せる。
現在のドミナントはジル。半顕現でもマントに身を包み、強力な氷の魔法を操ることで、溶岩などの障害物を凍らせることができる。
『THE RISING TIDE』に登場する魔女はジルよりも前のシヴァのドミナントであった。
ラムウ
雷の召喚獣で、長い杖を持ちローブを羽織った老賢人の姿。
杖から強力な雷を放って敵を一掃する。
現在のドミナントはシドルファス。半顕現では全身に雷を纏い、雷を活かした素早い動作が可能。
ガルーダ
風の召喚獣で、2対4枚の翼と猛禽類のような爪を持つ鳥人。ウォールード王国の保有する召喚獣の1体。本作の中ボスの一人。
フェニックス同様に空中戦を得意とし、暴風や爪を武器とする。
現在のドミナントはベネディクタ。半顕現では背中に翼が生え、飛び回りながら激しく攻めたてる。
タイタン
土の召喚獣で、山のような巨体を誇る巨人。召喚獣の中でも特に巨体。ダルメキア共和国が保有している。本作の中ボスの一人。
巨体や怪力を活かした格闘戦に特化している。
現在のドミナントはフーゴ。半顕現では岩を纏い、タイタンの腕を召喚して強烈なパンチ攻撃を行う。
デビルタイタン
タイタンが高濃度のエーテルが宿ったクリスタルを食らい、ドレイクファングと一体化した姿。
本作の全キャラクターの中でも大きさは最大でありイフリートですら小さく見えてしまう程。
バハムート
光の召喚獣で、巨大な翼を持つドラゴン。ザンブレク皇国が保有している。本作の中ボスの一人。
空中を羽ばたきながらビーム状の光を放つ攻撃を行い、光を収束して放つ「メガフレア」が強力。力を蓄えることで更に上位の「ギガフレア」「テラフレア」「ゼタフレア」が使え、技の規模や威力も上がっていく。
現在のドミナントはディオン。唯一半顕現を見せていない。
オーディン
闇の召喚獣で、6本足の馬スレイプニルに跨がった漆黒の騎士。ウォールード王国の保有する召喚獣の1体。本作の中ボスの一人。
あらゆるものを断切する力を持った「斬鉄剣」を武器とし、力を蓄えることで刀身をより長大化した究極奥義「大斬鉄」を使用する。
現在のドミナントはバルナバス。半顕現では黒い兜や鎧を纏い、右腕がオーディンの体表に近い見た目に変化。この状態でも斬鉄剣を所持し、敵を瞬く間に殺傷可能。
リヴァイアサン
水の召喚獣。しかし、本編内では登場せず、その存在は名前とマリアス教の壁画に描かれた姿だけに留められている。詳細はDLCの『THE RISING TIDE』で明らかになる（詳しくは「THE RISING TIDE -海の慟哭-」の「リヴァイアサン」を参照）。

### 蛮族
人とは異なる言語と文化を持つ、魔物に近い容姿の種族。多くの魔物と異なり、自分達で作った道具や武器を使うことができ、同種族内で一定の秩序を保った社会を形成している。ヴァリスゼアの長い歴史の中で、領地を巡って人間と争い続けてきた。ゴブリン族、ギガース族、オーク族、タウルス族、モーグリ族が該当する。トンベリ族については下記を参照。
ゴブリン族
小柄な体格の部族。ギガース族と徒党を組んでいる様子が見られる。
基本的に人間と敵対しているが、稀に意思疎通が可能な個体も存在する。
ギガース族
大柄な体格の部族。獲物の骨を装飾品として身につける習慣がある。
オーク族
灰の大陸にのみ生息する部族。人肉を食らう凶暴な性質で、ウォールード王国とは長らく争いを続けている。
タウルス族
ギガース族と同じ大柄の体格の部族。獣のような頭部が特徴。
モーグリ族
「幻の蛮族」として伝わる部族。凶暴な他の部族とは異なり温和な性格で、森の奥に隠れ住んでいると言われている。

### マザークリスタル
ヴァリスゼアを維持する巨大なクリスタル。現在は5つ存在する。ヴァリスゼアの人々に恩恵を与えるものとされており、内部にはマザークリスタルのコアを安置・崇拝するためのクリスタル神殿が設けられている。だが、その正体は完全生命魔法レイズの発動に必要な大量のエーテルを大地から吸い上げるためにアルテマの一族が変化した姿で、ヴァリスゼアに黒の一帯を発生させた元凶。シドルファスはマザークリスタルと黒の一帯の関係性を解明しており、その破壊を目的としている。
ドレイクブレス
ロザリア公国と鉄王国の中間に位置するマザークリスタル。ロザリア公国と鉄王国が保有を巡って争っていたが、ロザリアがザンブレクの属領になって以降は鉄王国の手に落ちる。
ドレイクヘッド
ザンブレク皇国の保有するマザークリスタル。
ドレイクスパイン
ウォールード王国の保有するマザークリスタル。
ドレイクファング
ダルメキア共和国の保有するマザークリスタル。
ドレイクテイル
クリスタル自治領の保有するマザークリスタル。暴走したディオンの思念に影響され、飛竜草を模した巨大な華の形に変化する。
ゼメキス
ダルメキア共和国とクリスタル自治領の中間に存在していたマザークリスタル。空の文明の人々がアルテマの怒りを買った際、アルテマの力によって消滅しており、その跡地は「ゼメキス大瀑布」として残っている。
ドレイクホーン
灰の大陸にかつて存在していたマザークリスタル。周囲の大地からエーテルを吸い尽くし、役目を終えて消滅した。
ドレイクアイ
風の大陸北部にかつて存在していたマザークリスタル。周囲の大地からエーテルを吸い尽くし、役目を終えて消滅した。
オリジン
故郷を失ったアルテマの一族が、新天地を求めて長い旅をした際に乗っていた舟で、現在のクリスタル自治領そのもの。見た目は他のマザークリスタル同様に巨大なクリスタルの巨塊で、内部にアルテマ一族の眠っていた中枢部が存在する。

### ヴァリスゼアの国々
ミシディアについては下記を参照。
ロザリア公国
ヴァリスゼアの中西部に位置する公国で、小国を束ねた国家。黒の一帯の浸食に脅かされ始めたことで、黄昏の雰囲気を漂わせている。
沖合の火山島に存在するマザークリスタル「ドレイクブレス」からのエーテルを享受しており、火の召喚獣フェニックスのドミナントであるロズフィールド大公家が統治を行っている。
首都ロザリスは活気に満ちる一方で、黒の一帯から逃れた北部からの移民で溢れている。
ザンブレク皇国
皇都オリフレムにマザークリスタル「ドレイクヘッド」を抱く、世界最大の一神教の宗教国家。フェニックスゲート襲撃発生までは、ロザリア公国と同盟関係にあった。
人々は唯一神グエリゴールへの祈りと、ドレイクヘッドから齎されるエーテルによって、豊かな暮らしを謳歌している。バハムートのドミナントにして皇子であるディオンが皇国軍の先頭に立ち、竜騎士を戦力として保有している。
ウォールード王国
ヴァリスゼアの東方に位置する、灰の大陸を支配する大国。灰の大陸に存在する唯一の国でもある。古くからオークなどの蛮族との戦が絶えなかったが、ドミナントである現国王バルナバスにより平定された。
マザークリスタル「ドレイクスパイン」を有しており、その力による強大な軍事力で他国を牽制する。ダルメキア共和国とは同盟関係にある。
ダルメキア共和国
ヴァリスゼア南部の5つの州による共和国で、各州の代表者による評議会が政治を行う。国土の大半が、砂漠や荒涼とした地域で占められている。
巨大な山脈を本拠としているが、山脈自体がマザークリスタル「ドレイクファング」と一体化している。ドレイクファングから得られる莫大なエーテルを後ろ盾にヴァリスゼア南部の殆どを手中に収めている。
土の召喚獣タイタンのドミナントを有しており、ドミナントは評議会への強い発言権をもつ。
鉄王国
クリスタルそのものを崇める「クリスタル正教」の総本山。ヴァリスゼアの西方に位置する、風の大陸の沖合に浮かぶ島々を拠点としており、独自の言語を操る。
大陸との国交は殆どなく、隣国のロザリアとは「ドレイクブレス」を巡って対立している。
ドミナントを忌まわしき存在として扱っており、この国に生まれたドミナントは処刑されるか、兵器として徹底的に利用されることとなる。
クリスタル自治領
世界最大のマザークリスタル「ドレイクテイル」を抱え、ヴァリスゼアのほぼ中央に位置する。
そのせいか、度々戦乱の舞台となっていたが、ドレイクテイルの恩恵を各国が均等に受けるという前提で不可侵条約が設けられ、現在では自治領として存在している。
各国の代表者が名を連ねてることもあってか、ドミナントが所属していないのも特徴である。
自由都市カンベル
風の大陸南東部に位置する都市国家。元々はダルメキアの商業都市だったが、ダルメキアの内乱に乗じて独立した。
商業都市の名残で、現在も商人による合議制を取っている。中立を標榜しており、ドミナントもマザークリスタルも保有していない。
シドの隠れ家
風の大陸中央部の黒の一帯にある遺跡を改造したシド達の拠点。
人も魔物も寄り付かないが魔法も使えないため、魔法に頼らない自給自足の生活を行っている。
ドレイクヘッド消滅とほぼ同刻、フーゴの私兵部隊の襲撃を受け多くの死傷者を出し、更にタイタンの攻撃で完全に破壊された。
クライヴたちの隠れ家
風の大陸中央のベンヌ湖に打ち捨てられた飛空艇「インビンシブル」を改造して作った新たな拠点。

### その他の本編の設定
ヴァリスゼア
本作の舞台となる、「クリスタルの加護を受けし大地」。中世ヨーロッパをベースとした、クラシックな世界観が特徴。
大陸暦
ヴァリスゼアで用いられている暦。物語は、大陸暦860年（少年期）→大陸暦873年（青年期）→大陸暦878年（壮年期）の間の出来事となっている。
ドミナント
召喚獣をその内に宿し、自らの身体へと喚び降ろす（召喚獣に変身する）ことができる異能者。
ある国では王侯貴族として扱われ、またある国では戦争の道具として利用されるなど、その扱いは国ごとに異なるが、ドミナントとして生まれた者は、等しくその過酷な運命から逃れることはできない。
先代のドミナントが亡くなると、様々な条件のもとで新たなドミナントが誕生する。また、人の姿を残したまま召喚獣の力の一部を身に宿す「半顕現」と呼ばれる状態になることも可能。
ミュトス
アルテマやバルナバス等がクライヴのことを称する際に使う呼び名。イフリートを宿しながら他の召喚獣の力を扱える特別な存在であるドミナントで、下述のレイズ発動に必要な「強靭な肉体」となる人物を指す。
ミュトスの素質を持った者は長い歳月をかけて様々な人間を交配させ続けた末に誕生し、完全の器とするには全ての召喚獣の力を取り込ませる必要がある。
ベアラー
生誕時からマザークリスタルの恩恵を得ずに魔法を扱える人間の総称。
ヴァリスゼア全体で奴隷として扱われており、ベアラーであると認定された者は証として頬に黒い刻印が施されており、「印持ち」とも呼ばれる。中には印がない者もいるが、ベアラーとわかった途端に扱いが変わってしまう。
不眠不休での重労働や食事もまともにもらえないなどは当たり前で、たとえ我が子であってもベアラーとわかった途端に愛情を無くし役所に「提出」して処分されたり、幼い子供からでさえまるでペットやおもちゃのような扱いをされ壊れた(死亡した)ら、また新しいベアラーを買ってもらえばいいという扱いを受け、地域によってバラバラだがこのような様々な差別や壮絶で苛烈な迫害を受けている。
石化
ドミナントやベアラーが力を行使する際、その代償として肉体に発生する現象。召喚獣の力や魔法を使い続けることで身体からエネルギーを失われるかのように全身が徐々に白く石化していき、やがて死に至る。
クリスタル
マザークリスタルから削り出して作られる。通常の人間が魔法を使うための媒介として小型のものを国が支給している他、大型のものが井戸などの公共インフラとして設置されている。
DLCの『ECHOES OF THE FALLEN』では下述の「ダスククリスタル」が登場する。
エーテル
大地に宿る生命力とも言えるエネルギーで、ヴァリスゼアの人々の生活を支える上で必要不可欠なもの（現代の石油に相当）。
黒の一帯の影響で枯渇し出すという状況になり、マザークリスタル及びその領土を奪い合う大規模な戦争に発展する要因となっている。
魔法を使うために重宝されているが、高濃度のエーテルは生物には極めて有害であり、濃いエーテルに満ちた場所は「エーテル溜まり」と呼ばれ近寄ることは固く禁じられている。ドミナントやベアラー、チョコボなどはエーテルに対してある程度の耐性を持つが、その耐性にも限りがある。
アカシア
高濃度のエーテルを浴びた生物の成れの果て。アカシアとなった生物は自我を失い、過度に攻撃的になるなど、生存や闘争など本能のままに行動するようになる。
人間に限らず、魔物や蛮族もアカシアに変貌し、植物は禍々しい形に異常な成長を遂げる。
黒の一帯
ヴァリスゼアの大地を侵食し続けている、エーテルが枯渇した地域。草木も生えない死の大地で、エーテルが枯渇している影響で魔法を使うこともできない。
時が経つにつれてヴァリスゼア全体を徐々に蝕んでおり、故郷を追われた難民が増加している他、魔物や蛮族が人里に近い場所に出没する原因にもなっている。
黒の一帯の拡大はエーテルの枯渇を発端とする現象のため、拡大を阻止するには全てのマザークリスタルを破壊し、人々が魔法やクリスタルに依存しない新たな生き方を見つけるしか方法はない。
空の文明
かつてヴァリスゼアに存在していた超オーバーテクノロジーの文明。
約1500年前の大戦によって文明が崩壊、現在では各地にその遺跡が残っている。
マリアス教
かつてヴァリスゼア全土で広く信仰されていた、アルテマを神として崇拝する宗教。時代が経つに連れ廃れていったが、特に信仰心の強かったゼメキスの民の末裔によって現在も信仰は密かに続いている。
完全生命魔法レイズ
アルテマが同族を甦らせるために発動を目論んでいる究極魔法。死者の蘇生すら可能な魔法だが、発動には「世界の全てが黒の一帯と化して滅亡する規模の莫大な量のエーテル」と「レイズ発動に耐えられる強靭な肉体」を必要とし、発動に失敗すれば完全消滅してしまうほどの多大な負荷が肉体を襲う。
ロゴス
人の身でありながら、神であるアルテマと同等の力を持った者を指す呼び名。最終的にクライヴがロゴスに至った。

### ECHOES OF THE FALLEN -空の残響-
ダスククリスタル
一般的な色とは異なるクリスタル。「ダスククリスタル」という名は通称でクライヴからは妙な名前と言われる。
紫系統の色や暗い色をしている。ジルからは嫌な色と言われた。
一般的なクリスタルと比べて粗悪品とされており運が悪いと一度使っただけで壊れる。そのため値段も安い。
ダスククリスタルが出回り始めたのは空模様が変化した後（オリジンの出現よりも前）らしい。
少なくとも本編内に登場している人物はダスククリスタルの事を知らないようでハルポクラテスの文献にも載っていない模様。
実は下述の賢者の塔にあるクリスタルから発掘されたものでありファミル達3人組が賢者の塔から持ち出して売っていたものである。
クライヴが人造コアを破壊した事で賢者の塔内のダスククリスタルは消滅した。外に出回っているダスククリスタルもいずれ消滅すると思われる。
地揺れ
『ECHOES OF THE FALLEN』で時々起こる地震。この地揺れの正体は人造コアが大地のエーテルを吸った事で起こったものと思われる。
賢者の塔
空の文明の遺跡の一つである塔。『ECHOES OF THE FALLEN』におけるメインダンション。
中にはダスククリスタルの元になったクリスタルなどが存在する。
道中にはシグマやアンラ・マンユなどの存在や魔物がいる。
クライヴが人造コアを破壊した事で管制システムは機能停止し、中のダスククリスタルも消滅した。
人造コア
賢者の塔の最深部にある物体。マザークリスタルのように大地のエーテルを吸っており結果的に黒の一帯を増やしている。
最終的にクライヴによって破壊させる。
オメガ
討神召喚獣と呼ばれる存在。『ECHOES OF THE FALLEN』の最後のボス敵。賢者の塔の最深部にいる。
賢者の塔の最深部にやってきたクライヴ達と戦う事になる。最後はクライヴ達に倒される。
オメガ・アイオーニオス
賢者の塔の管制システムがオメガに人造コアを組み込ませた強化形態。
討神召喚獣
オメガの別名。
シグマ
賢者の塔の途中にいる謎の存在。『ECHOES OF THE FALLEN』の中ボスの一人。
ファミル達3人組に襲い掛かったがファミル達を助けたクライヴ達に倒される。

### THE RISING TIDE -海の慟哭-
ミシディア
『THE RISING TIDE』の主な舞台。集落も存在している。
水の民が隠れて生きている事からミシディアの外の世界からは黒の一帯に見えるように幻覚がかけられている。その幻覚は内部にもかけられるようになっておりミシディアの世界はダークファンタジー色の強い本作にしては珍しい明るくなっている。
水の民
ミシディアの集落に住んでいる人々。
長きにわたって隠れて生きており、そのような事からミシディアの外の世界ではすでに滅んでいる民族と伝えられている。
ミシディアだけで生活していくのは厳しいので一部の水の民はミシディアの外の世界にも行っている。
時の祭壇
ミシディアに古くから存在するとされる遺跡。現在はトンベリ族や魔物達の住処となっている。
リヴァイアサン
水の召喚獣で、巨大な海龍。イフリートと比べてかなり大きい。
本編でも名前とマリアス教の壁画に描かれた姿が登場しており登場しない理由やドミナントの存在など、殆どの詳細が明かされていない謎多き召喚獣として扱われていた。
ミシディアの外の世界では伝説の召喚獣として語られており、水の民が隠れて生きてきた事やドミナントであるワレアスが過去の時代から時が止まっている事もあり現在ではミシディアの外の世界ではリヴァイアサンの姿を見た者はいないとされている。
水の力を操り、水の玉や水でできた竜巻なども生み出す。
現在のドミナントはワレアス。
『THE RISING TIDE』の最後のボス敵。ワレアスが急にリヴァイアサンに顕現した事でクライヴが顕現したイフリートと戦う事になる。
トンベリ族
ミシディアに生息する種族で蛮族の一種。一応本作における「トンベリ」だが過去作の姿とは面影がありながらも大きく異なる。時の祭壇を住処にしており「マスタートンベリ」もいる。
アルテマの力
『THE RISING TIDE』のストーリーをクリア後にアレス・ストーンを調べる事で入れる空間でクライヴがアルテマから授かった神の力。実質的には召喚獣と同じものでありゲームシステム的にも召喚獣の力の一つとして扱われる。
召喚獣がアルテマの力の一端であるのに対し、ここでのアルテマの力はアルテマの力そのものである。
アルテマの力を発動させるとクライヴが『FFXII』に登場する隠し召喚獣であるゾディアークを想起させる青い大きな翼を生やす。この翼で攻撃する事も出来る。

## 主題歌
2023年4月14日配信の「State of Play」にて、米津玄師が本作の主題歌として「月を見ていた」を書き下ろしたことが発表された。
これについて米津は、
 ファイナルファンタジーからは言い表せないほど大きな影響を受けました。まさかこんな機会があるとは思っても見ず。この作品の為だけに曲を作りました。よろしくお願いします。
とコメントしている。

また、本作のプロデューサーである吉田直樹は、
米津さんとご一緒できると決まった時は驚くと同時に、とても嬉しく感じました。
僕自身も米津さんのファンでもあり、多くの世代に共感を生む米津さんのその感性ならば、FFXVIの目指す世界や物語、そしてテーマを表現してくれるだろうと確信を持ったからです。

アーティストであり、熱心なゲーマーであり、そして何よりも、FFファンでもある米津さんのテーマソング、ぜひご期待ください！
と述べている。

## スタッフ
- プロデューサー - 吉田直樹[24][25]
- メインディレクター - 高井浩[24][25]
- クリエイティブディレクター&メインシナリオ - 前廣和豊[24]
- ローカライズディレクター - マイケル・クリストファー・コージ・フォックス
- アートディレクター - 皆川裕史
- コンバットディレクター - 鈴木良太[25]
- キャラクターデザイン - 髙橋和哉
- コンポーザー - 祖堅正慶

## 開発

### ゲームデザイン
プロデューサーの吉田は、コマンド戦闘やオープンワールドなどの要素は「すばらしいアイデアがあるのなら、もちろんそれでかまわない」としたが、「それらを採用すべきかどうかゲームデザイン面で大きく迷う場合は、採用しなくても良い」と開発チームに話し、結果的に採用しない方向で決まった。ただし探索可能な「それなりのフィールド」が4つ存在し、フィールド内に点在するサイドクエストをこなしたり、討伐対象となる強敵を探してクラフトで武器を作るといった要素が用意され、ゲームプレイはロードを挟まずシームレスに繋がっていると話している。また、オープンワールドについては「もし『15年かけていい』と言われたら、オープンワールドに挑戦するかもしれませんが、それはそれで開発中に感性が古くなってしまいます。時代と合わなくなる、という可能性もあります。ですから、第三開発事業本部の戦力とファンの皆さんの期待、FFに触れたことのない人への訴求を踏まえて、きちんとやることを明確にし、その代わりにやらないことも明確にして、開発を進めてきたのがFFXVIと言えるかもしれません」と述べている。
ミニマップがあると常にそれを見ながら移動してしまうためストーリーへの没入感が落ちるとし、移動中のミニマップ機能は不採用となっている（タッチパッドを押すことでエリアマップが使用可能）。また、L3ボタンを押すことで次に進むべき方向へ自動的にカメラワークを切り替える機能が搭載されている。
難易度選択は存在しないが、「アクションフォーカス」モードと「ストーリーフォーカス」モードの2種類があり、これはゲーム開始後でもいつでも変更可能。また、幅広いプレイヤー層に対応するためサポートアクセサリによって攻撃や回避、アイテムによる回復などを一部自動化することができるが、完全なオート戦闘なわけではなくあくまでも補助であり操作感を失わないよう調整され、「敷居は低く天井は高く、成功体験と多様性をより重視」する方針としている。
過去のナンバリングにあったジョブの概念は不採用となっている。召喚獣アクションにジョブの要素を入れると、どうしても内容のイメージに制約が出てしまう。『FF』といえばジョブをイメージする人も多いが、全世界で『FF』を知らない人にも改めて触ってほしいという思いもあり、その方々が遊ぶときにわからないことを減らしたいというのも、理由のひとつであるとしている。
また、吉田は「XVIというタイトル（ナンバリング）は付いておりますが、完全新作のつもりで、この弩級のゲーム体験というものに飛び込んで頂ければ」とコメントしている。
吉田は2023年12月8日にDLC配信に際して「本作のターンベース（コマンドバトル）からの脱却に対しての拒否反応は、意外にも北米のほうで多かった。もちろん、ほかの地域でも拒否反応はゼロではなかったが、想像していたよりは少なかった」と述べた。

### ナンバリングについて
フリーライターの河村鳴紘が文春オンラインの記事作成のため吉田に取材したところ、今作のナンバリングについて以下のような見解が述べられた。
『ファイナルファンタジーXVI』の開発にあたっては、ナンバリングの継続を巡る社内議論が行われた。プロデューサーの吉田によれば、若年層やシリーズ未経験者にとって、ナンバリングは「続き物である」との印象を与え、過去作を順にプレイする必要があるとの先入観を生む可能性がある。このため、新規プレイヤーの参入を妨げる要因となるとの懸念が示された。
一方で、ファイナルファンタジーは派生作品も多数存在する長寿シリーズであり、ナンバリングを廃止してサブタイトル形式に移行した場合、かえって混乱を招く可能性もある。また、ナンバリングを本編の証とするファンも多く、数字の有無が作品の位置づけに影響を与えるとの指摘もあった。
こうした事情を踏まえ、『XVI』ではナンバリングを維持し、「16」という数字を明確な意図を持って採用している。吉田は、ナンバリングのあり方は今後も検討すべき課題であるとし、こうした議論が可能であること自体が、シリーズの柔軟性や自由度の高さを示しているとの見解を示している。

### 売上
吉田は「売上目標は発売から18か月後までの累計本数」と発言しており、PS5独占でハードをまだ持っていないゲーマーも多いことから、口コミでジワ売れしていくことを念頭に置いている。
2023年8月のスクウェア・エニックス四半期決算報告会において桐生隆司社長はPS5の販売台数が伸び悩んでいることを要因の一つとして挙げ、FF16の販売本数について「期待の最高水準」には達していないとの見解を示している。
東洋証券の安田秀樹アナリストは gamesindustry.biz japan edition のコラムにおいて、300万本という数字について、PS5の普及台数やPCやXbox 版がないから健闘したという声もあるが、支援しているSIEが期待していることはPS5の勝利を決定的にすることであるとし、その目的を達成できていないとして東洋証券としては失敗と考えていると述べた。また問題点として遊ばないと分からないHDRに最適化したこと（現に非HDR環境のユーザーから画面が暗すぎるという指摘があり、スクウェア・エニックスは非HDRユーザーは輝度を明るくしてプレイするよう述べている）、幅広く遊んでもらいたいのにCERO Dレーティングになっていること、リスクを回避するつもりが逆にリスクテイクになったことの3点を挙げた。
アメリカの経済誌フォーブスの記者 Paul Tassi は、FF16の不振はPS5独占にしたためと報じ、「スクウェア・エニックスが次の『FF17』で、ソニーの独占を避け、Xbox版も（願わくはPC版も）同時に発売することは、ほぼ間違いないだろう。Xbox版で期待できる売り上げがPS版より少ないのは明らかだが、ソニーが独占維持料としてスクウェア・エニックスに巨額を支払わない限り、PS独占タイトルとする価値はない。」「今年の状況、そしてスクウェア・エニックスの今後の展望を考えると、同社のゲームは今後、基本的にすべてマルチプラットフォームで発売されると考えてよいだろう」と論じた。
吉田は2023年12月8日にDLC配信に際して「宣伝チームで行った調査の結果で、ダウンロード版で遊んでくれた方の10％以上が、いままで『FF』シリーズを遊んでいないという、10代後半から20代前半であった。自分たちが目指していた『あらゆる年齢層に遊んでもらいたい』という部分はある程度達成できつつある」と述べた。

### 作風
「中世ヨーロッパの動乱期にクリスタル（油田）や召喚獣（核兵器）がいたらどうなるか」をテーマにしたダークファンタジーとなっており、出血や頭部切断などバイオレンス表現が強めで、セクシャルなシーンも存在する。この作風について、吉田は「30代や40代くらいの現実の厳しさを知った人たちに向けた作品になっている」としている。
吉田は開発にあたってテレビドラマシリーズ『ゲーム・オブ・スローンズ』を観る必要があった、「ゲームを作り始めた時、中核チームの30人くらいに『ゲーム・オブ・スローンズ』のBlu-rayボックスを買ってもらって、みんなに観てもらったのです。ああいう感覚を求めていたからです」と影響を受けていることを公言している。
本作は中世ヨーロッパを舞台としているため、キャラクターの口パクは英語音声の俳優陣のフェイシャルキャプチャーで制作している。日本語吹き替えとはずれが発生するが、吉田はリップシンクをAI処理するのは違和感があって無理だったとして、日本語だけでなく英語音声でも楽しんでみてほしい、印象も色々変わって面白いかと思うと述べている。
吉田は、本作がCERO:Dとなったことについて、過去に手がけたFF14の開発時にもCEROレーティングによる表現規制に苦慮した経験を挙げている。たとえば、戦争を描いた場面で矢が体に刺さる描写は「アップで映さず、カメラ外であれば許容される」といった制限があり、リアリティのある演出が困難だったという。こうした経験から、戦乱を自然に描写するためには、レーティングの引き上げが避けがたかったと述べている。

## 販売

### PS5時限独占契約とPC版の発売について
2022年11月、PlayStation海外向け動画にて、PS5での6か月間の独占販売が発表された。他プラットフォームについての販売は未定であるとされていたが、2024年9月18日にWindowsPC版である本編のみの通常版と、DLCが含まれるコンプリートエディションがSteamとEpic Games Storeから発売された。

### サウジアラビアでの発売中止
2023年5月3日、サウジアラビアのコンテンツ規制を所管する政府組織である視聴覚メディア一般委員会（GCAM）
はFF16がサウジアラビアで発売中止になったことを、同国におけるゲームの年齢区分に関するツイッターアカウントにて発表した。
日本のwebメディアGame*Sparkは、GCAMの発表には「パブリッシャーが必要な変更を行うことを望まないため」と書かれており、
ゲーム内の何らかの内容に関しての変更要求をスクウェア・エニックスが拒んだ模様だが、どういった内容の変更要求があったのか詳細は不明と報じた。Eurogamerは本作のLGBTQ+の表現についての記事において、男性キャラクターの同性愛の描写が発売禁止の理由である可能性が高いと報じている。

## 評価・受賞歴
レビュー収集サイトMetacriticでは、PS5版が87/100であり、PC版が84/100のメタスコアとなった。「週刊ファミ通 通巻1803号」に掲載されたファミ通クロスレビューでは39/40となり、「プラチナ殿堂入り」となった。
2025年6月の現在の『FINAL FANTASY XVI』のユーザーからの評価のひとつとして、『Steamでは16000件以上のレビューの内79％から高く評価され「やや好評」のステータスを獲得』している。

### 好意的な評価
ファミ通のゆーみん17は、本編クリア後のレビューとして「メインストーリーに集中し、サブクエストはあまりせず、アクションフォーカスモードでプレイし、サポートアクセサリ（オートで攻撃したり、回避したり、アクションが苦手な人を助けてくれるアイテム）は使用せず、約35〜40時間のプレイ時間であった。プレイ時間は結構長いが、物語の展開が気になったため、あっという間に感じた。カットシーンが多く、バトルもボリューミーだが、アクションの手触りが良く、アップデート（アビリティの追加）も頻繁に行われるため、バトルに飽きを感じさせることはほとんどなかった」と評価した。
電撃オンラインのGoはストーリー中心のゲーム構成を「自分はうっとおしいと思ったら初見のムービーも平気で飛ばすタイプですが、本作ではエンディングまで一度もカットシーンをスキップしませんでした」と評価。一方でストーリー以外の要素について「オープンワールドではないので仕方ないですが、物語を無視してガンガンマップ探索を進めていくことはできません。寄り道のタイミングはたくさんあるのですが、全体の自由度はそう高くないのです」と批評するも、「ただ、それを補って余りあるくらい物語に熱中していたので、個人的にはまったく問題に感じませんでした」と総じて高く評価した。
IGNのミッチェル・サルツマンは「アクションRPGとして最高峰の出来」「『ファイナルファンタジー』のアイコニックな勝利のファンファーレを奏でるのに相応しいタイトル」と称賛し、90点をつけた。Gamespotのレビュー担当者も「本作は『FF』のナンバリングタイトルの既成概念を覆し、見事に更新した」と9点をつけた。IGN Japanのクラベ・エスラは、「こんなに素晴らしいシングルプレイ専用の『ファイナルファンタジー』作品はPS2以来だ」「こんなによく出来た『ファイナルファンタジー』は10年以上遡る」など、過去シリーズ作と比較しても本作が突出して評価が高いことに触れた。

### 否定的な評価
一方で、クラベ・エスラは「メインストーリー以外の部分が少し弱い」「サイドクエストが物足りない」というレビューにも言及。EuroGamerも「サイドクエストはシリーズ中最も退屈で、多くの反復作業を強いられる」と書いた。IGN Japanの山田集佳は、8点という高評価を付けつつも、ストーリー部分に「大きな問題をはらむ」と指摘。特に、作中で描かれる差別描写が「記号的」で「既視感」があり、大幅にモダン化したゲームデザインと比較してかみ合っていないとした。Eurogamerも同様に、モダン化したゲームシステムは評価しつつ、シナリオは「似非中世メロドラマを見せられ辟易する」と酷評し、作中に有色人種がほぼ登場しないことも批判した。ブルームバーグのJason SchreierはTwitterで「素晴らしいゲームだった。シリーズ最高ではないが最悪でもない。戦闘と制作品質（特に音楽と声優）は素晴らしい。しかし、物語は3分の2で支離滅裂な混乱に発展し、私にとっては非常に不快な経験だった」と評し、フリーライターの渡邉卓也はIGNの動画で「一番楽しかったのは体験版で、ゲーム慣れしている人をターゲットにしていない」と酷評。

### 受賞
- 日本ゲーム大賞 2022 - フューチャー部門
- Golden Joystick Awards 2023
  - Best Audio
  - Best Lead Performer[注 2]
- PlayStation Partner Awards 2023 Japan Asia
  - GRAND AWARD
  - USERS' CHOICE AWARD
- 価格.com プロダクトアワード 2023 - ゲーム部門 プレイステーション5(PS5) ソフト 銅賞
- IGN JAPAN GOTY 2023 - ベストサウンドトラック賞
- The Game Awards 2023 - Best Score and Music
- PlayStation.Blog ゲーム・オブ・ザ・イヤー 2023
  - PlayStation 5 ゲーム・オブ・ザ・イヤー シルバートロフィー
  - ベストストーリー賞 ブロンズトロフィー
  - ベストグラフィック賞 ブロンズトロフィー
  - ベストサウンドトラック賞 ゴールドトロフィー
  - ベストニューキャラクター賞 ブロンズトロフィー[注 3]
- #Xトレンドアワード 2023 - ゲーム部門 1位[61]
- 週刊ファミ通 通巻1831号 掲載 超流行りゲー大賞 2023 - 2位
- 23rd Annual National Academy of Video Game Trade Reviewers Awards
  - Costume Design
  - Direction in a Game Cinema
  - Lighting/Texturing
  - Performance in a Drama, Supporting[注 4]
  - Sound Editing in a Game Cinema
- ファミ通・電撃ゲームアワード 2023
  - RPG部門
  - グラフィック部門
  - ミュージック部門
  - キャラクター部門[注 3]
  - ボイスアクター部門[注 5]
- 日本ゲーム大賞 2024 - 年間作品部門 優秀賞[62]
- PlayStation Game Music大賞 2024 - moraハイレゾ部門 1位[注 6]
- PlayStation.Blog ゲーム・オブ・ザ・イヤー 2024 - エクスパンション賞 シルバートロフィー[注 7]

## 舞台
2023年7月に宝塚歌劇団・宙組にて舞台化が発表された。2024年5月に宝塚大劇場、7月に東京宝塚劇場にて上演予定とされていた。主演は芹香斗亜、春乃さくら。脚本・演出は小柳奈穂子。
しかし、2024年3月には公演が見合わせになったことが発表された。